# Hockey Club Klatovy
Le Hockey Club Klatovy est un club de hockey sur glace de Klatovy en Tchéquie. Il évolue en 2. liga, troisième échelon tchèque.

## Historique
Le club est créé en 1928.

## Palmarès
- Aucun titre.